# Заговор (фильм, 1973, Франция)
«Заговор» (фр. «Le Complot») — франко-итало-испанский фильм, выпущенный в мае 1973 года режиссёром Рене Генвилем.

## Сюжет
В 1962 году, чтобы помешать генералу Шарлю де Голлю уступить требованиям ФНО и позволить Алжиру стать независимым, члены ОАC решили помочь совершить побег генералу Морису Шалле, заключённому в тюрьму в Тюле. Для подготовки этого, коммандант Доминик Клаве, сменив ранее арестованного офицера, вместе с сообщниками организует ограбление, чтобы финансировать побег. В то же время с помощью секретной службы, верный правительству, но разочаровавшийся, дивизионный комиссар Лелонг расследует этот заговор, иногда испытывая сомнения ввиду сложности ситуации.